# An Si-kao
An Si-kao (kínai: 安世高, pinjin: Ān Shìgāo, koreai: An Sego, japán: An Szeikó, 148 körül–180) korai buddhista hittérítő Kínában, aki legelőször fordított indiai buddhista szövegeket kínai nyelvre. A legenda szerint An Si-kao pártus herceg volt, aki lemondott a királyi címről azért, hogy buddhista szerzetesként eljuttathassa a tanításokat Kínába.

## Élete

Az An karakter írásmódja

Nevének első fele (An) több kérdést vetett fel a tudósok számára az eredetével kapcsolatban. Egyesek úgy vélik, hogy az Anhszi rövidítése, amely azokra a területekre vonatkozik, amelyet a kínaiak a Pártus Birodalom által uralt területekre vonatkoztak. Az ezekről a területekről érkező emberek gyakran kapták nevük elé az An előtagot. Többet nem tudunk az életéről. A dél-kínai utazgatásairól szóló történetek csupán legendának tekinthetőek. An Si-kao történelmi személyét pártus hercegként egyelőre nem sikerült beazonosítani a rendelkezésre álló keleti források alapján Egyelőre az is ismeretlen, hogy világi személy volt vagy szerzetes, mint ahogy az sem világos, hogy a szarvásztiváda vagy a mahájána irányzat követője volt-e. Nem kizárt egyébként az sem, hogy mindkettőt képviselte. Az An Si-kao személye körüli rejtélyekkel Antonino Forte folytatott tudományos vizsgálatokat.
Nyugatról érkezett Kínába és 148-ban telepedett le a han fővárosban, Lojangban. Hatalmas mennyiségű indiai buddhista szöveget fordított le és a vallási közösség aktív tagja volt. Több tucat műve maradt fenn, amelyek a buddhista meditációról, az abhidharmáról és az alapvető buddhista tanításokról szóltak. A könyvek között nem szerepelnek mahájána szövegek, holott a korai kínai buddhista szövegek gyakran nevezik An Si-kaót bódhiszattvának. A fordításairól készült tanulmányok kimutatták, hogy azok leginkább a szarvásztiváda iskolához kapcsolódnak.
Erik Zürcher An Si-kaoról szóló tudományos könyve szerint a közel kétszáz műből, amelyet An Si-kaónak tulajdonítanak csupán tizenhat tekinthető autentikusnak. Stefano Zacchetti kutatásai alapján azonban ezek közül csupán tizenhárom tulajdonítható An Si-kaónak, amelyek a következők:
T 13 Csang Ahan si pao fa csing 長阿含十報法經

T 14 Ren pen ju seng csing 人本欲生經

T 31 Jicsie liu sösou jin csing 一切流攝守因經

T 32 Szi di csing 四諦經

T 36 Ben hsziang ji csi csing 本相猗致經

T 48 Si fa fej fa csing 是法非法經

T 57 Lou fenpu csing 漏分佈經

T 98 Bu fa ji csing 普法義經

T 112 Pa cseng tao csing 八正道經

T 150a Csi csu szan kuan csing 七處三觀經

T 603 Jin csi ru csing 陰持入經

T 607 Tao di csing 道地經

T 1508 Ahan koucsie sier jinjuan csing 阿含口解十二因緣經
Zürcher szerint a következő hármat újra kell vizsgálni:
T 602 Da anban souji csing 大安般守意經

T 605 Csan hszing fa hsziang csing 禪行法想經

T 792 Fa sou csen csing 法受塵經